# Makarowskaja (rejon charowski)
Makarowskaja (ros. Макаровская) – wieś w Rosji, w rejonie charowskim obwodu wołogodzkiego. W 2010 r. liczyła 9 mieszkańców.